# Ossora
Ossora (en rus: Оссора) és un poble (un possiólok) del krai de Kamtxatka, a Rússia, que el 2021 tenia 1.841 habitants. És la seu administrativa del districte homònim.